# Vulnérabilité (gestion de projet)
Pour les articles homonymes, voir Vulnérabilité.
En gestion de projet, les vulnérabilités sont des aires faibles au sein de l'organisation qui gère le projet. 
Ces vulnérabilités sont sous l'analyse de l'entreprise à condition qu'elle en prenne conscience : elle peut alors les amoindrir, les contrôler ou les éliminer (par exemple, en se débarrassant d'un équipement sous-performant). Contrairement aux vulnérabilités, les risques sont externes à l'organisation (par exemple, les taux de change lors de transactions internationales) et l'organisation a donc peu de contrôle sur eux.

## Explications
Les vulnérabilités et les risques forment un couple dynamique. Une organisation peut avoir un très grand nombre de vulnérabilités mais faire face à très peu de risques venant de l'extérieur, ou alors elle peut être très solide mais opérer dans un environnement très volatile et menaçant (par exemple, dans un milieu politique sujet à des troubles). Les organisations ne sont vulnérables que face à des risques, et les risques sont perçus comme tels que parce que l'organisation se sent vulnérable par rapport à eux. Les organisations tentent généralement de trouver un dosage opérationnel entre vulnérabilités et risques. 
En gestion de projet, les vulnérabilités affectent plus particulièrement le calendrier des tâches et des activités, la structure des coûts et/ou les normes de qualité. De manière contrastante, les risques s'échelonnent à d'autres niveaux : (Plan) financier et organisationnel ; (Processus) environnemental et technologique ; (Personnes) marketing et socioculturel ; et (Pouvoir) légal et politique,.